# روبرت أبوت
روبرت أبوت (بالإنجليزية: Robert Palmer Abbott)‏ هو سياسي أسترالي، ولد في 1830، وتوفي في 1901. انتخب عضو الجمعية التشريعية نيو ساوث ويلز.